# Selección de fútbol de Estonia

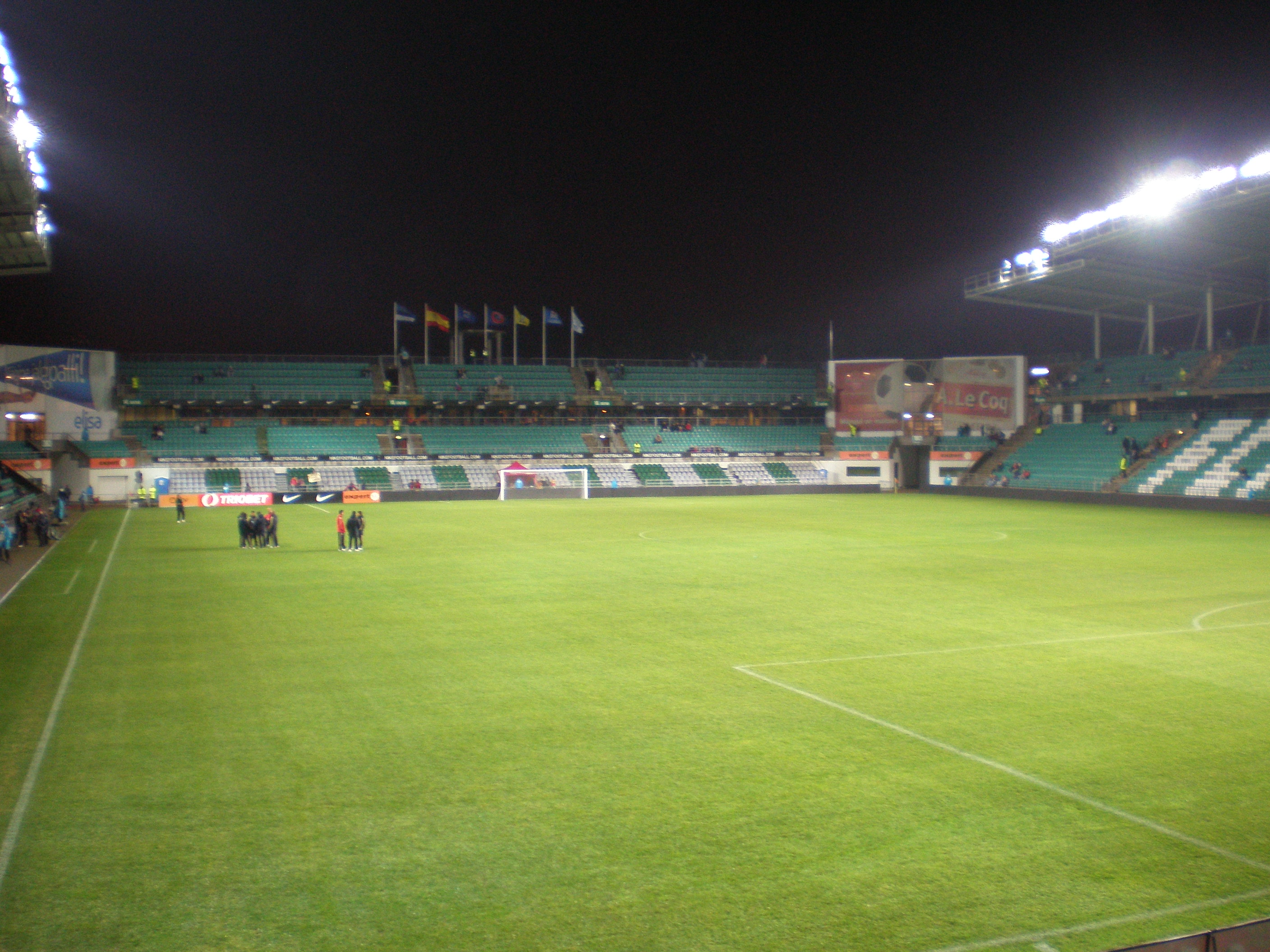
El A. Le Coq Arena ha sido el estadio de Estonia desde el 2001.

La selección de fútbol de Estonia (en estonio: Eesti jalgpallikoondis) es el equipo representativo del país en las competiciones oficiales. Su organización está a cargo de la Asociación Estonia de Fútbol, perteneciente a la UEFA.

## Historia
El seleccionado de Estonia nació en 1920, luego de la independencia de este país al fin de la Primera Guerra Mundial. La selección estonia participó en los Juegos Olímpicos de París 1924, donde se enfrentó a Estados Unidos, donde perdió por 1-0 tras un penal polémico.
El primer partido de clasificación para la copa Mundial de Fútbol para Estonia tuvo lugar el 11 de junio de 1933 en Estocolmo, Suecia. El partido terminó con victoria sueca 6-2. Este partido fue también el primero de clasificación para el Mundial de la FIFA del mundo. Los suecos también vencieron a Lituania, en donde el partido entre Estonia y Lituania fue cancelado, debido a que Suecia ya había ganado el grupo y se había clasificado automáticamente al Mundial de Italia 1934. Los primeros puntos de Estonia en la fase de clasificación de la Copa Mundial de la FIFA fueron adquiridos en 1938, jugando los partidos de clasificación en 1937, la tercera edición del torneo que se realizaría en Francia. Estonia estaba en el grupo 1, junto con Alemania, Suecia y Finlandia. En su primer partido contra Suecia, el equipo se impuso 2-0 arriba incluso antes de que el partido llegase a los cinco minutos de juego, donde los suecos remontaron hasta golear sorpresivamente a Estonia, 7-2. Esto fue seguido con un éxito 1-0 contra Finlandia. Contra Alemania, a pesar de un gol de Estonia en el primer tiempo, teniendo la ventaja de 1-0 para los estonios, los alemanes remontaron hasta ganar 4-1. Como consecuencia, Estonia no pudo clasificarse para la Copa del Mundo.
Sin embargo, en 1940, Estonia fue invadida y anexada por la Unión de Repúblicas Socialistas Soviéticas. Posterior a ese año, los jugadores de origen estonio jugaban en la Selección de la Unión Soviética. Sólo en 1992, tras la disolución de la Unión Soviética y la independencia de los países miembros de ésta, la selección de Estonia volvió a jugar como nación independiente.
Tras la Copa Mundial de Fútbol de 2010, la Selección Uruguaya de Fútbol, séptima en el ranking FIFA y semifinalista de aquel mundial, jugó un partido con Estonia en noviembre de 2010. La selección de Estonia ganó sorpresivamente 2-0, lo cual le serviría de cara a la Eliminatorias para la Eurocopa 2012, donde Estonia consiguió la clasificación al repechaje, dejando en el camino a los mundialistas Eslovenia y Serbia. En la repesca, perdería con la República de Irlanda con marcador global de 5-1 con resultados de 0-4 y 1-1. El 2011 fue, según los estonios, el Annus mirabilis del fútbol estonio.

## Estadísticas

### Copa Mundial de Fútbol
| 1930  | No participó                | No participó                | No participó                | No participó                | No participó                | No participó                | No participó                |                |                |                |
| 1934  | No clasificó                | No clasificó                | No clasificó                | No clasificó                | No clasificó                | No clasificó                | No clasificó                |                |                |                |
| 1938  | No clasificó                | No clasificó                | No clasificó                | No clasificó                | No clasificó                | No clasificó                | No clasificó                |                |                |                |
| 1950  | Parte de la Unión Soviética | Parte de la Unión Soviética | Parte de la Unión Soviética | Parte de la Unión Soviética | Parte de la Unión Soviética | Parte de la Unión Soviética | Parte de la Unión Soviética |                |                |                |
| 1954  | Parte de la Unión Soviética | Parte de la Unión Soviética | Parte de la Unión Soviética | Parte de la Unión Soviética | Parte de la Unión Soviética | Parte de la Unión Soviética | Parte de la Unión Soviética |                |                |                |
| 1958  | Parte de la Unión Soviética | Parte de la Unión Soviética | Parte de la Unión Soviética | Parte de la Unión Soviética | Parte de la Unión Soviética | Parte de la Unión Soviética | Parte de la Unión Soviética |                |                |                |
| 1962  | Parte de la Unión Soviética | Parte de la Unión Soviética | Parte de la Unión Soviética | Parte de la Unión Soviética | Parte de la Unión Soviética | Parte de la Unión Soviética | Parte de la Unión Soviética |                |                |                |
| 1966  | Parte de la Unión Soviética | Parte de la Unión Soviética | Parte de la Unión Soviética | Parte de la Unión Soviética | Parte de la Unión Soviética | Parte de la Unión Soviética | Parte de la Unión Soviética |                |                |                |
| 1970  | Parte de la Unión Soviética | Parte de la Unión Soviética | Parte de la Unión Soviética | Parte de la Unión Soviética | Parte de la Unión Soviética | Parte de la Unión Soviética | Parte de la Unión Soviética |                |                |                |
| 1974  | Parte de la Unión Soviética | Parte de la Unión Soviética | Parte de la Unión Soviética | Parte de la Unión Soviética | Parte de la Unión Soviética | Parte de la Unión Soviética | Parte de la Unión Soviética |                |                |                |
| 1978  | Parte de la Unión Soviética | Parte de la Unión Soviética | Parte de la Unión Soviética | Parte de la Unión Soviética | Parte de la Unión Soviética | Parte de la Unión Soviética | Parte de la Unión Soviética |                |                |                |
| 1982  | Parte de la Unión Soviética | Parte de la Unión Soviética | Parte de la Unión Soviética | Parte de la Unión Soviética | Parte de la Unión Soviética | Parte de la Unión Soviética | Parte de la Unión Soviética |                |                |                |
| 1986  | Parte de la Unión Soviética | Parte de la Unión Soviética | Parte de la Unión Soviética | Parte de la Unión Soviética | Parte de la Unión Soviética | Parte de la Unión Soviética | Parte de la Unión Soviética |                |                |                |
| 1990  | Parte de la Unión Soviética | Parte de la Unión Soviética | Parte de la Unión Soviética | Parte de la Unión Soviética | Parte de la Unión Soviética | Parte de la Unión Soviética | Parte de la Unión Soviética |                |                |                |
| 1994  | No clasificó                | No clasificó                | No clasificó                | No clasificó                | No clasificó                | No clasificó                | No clasificó                |                |                |                |
| 1998  | No clasificó                | No clasificó                | No clasificó                | No clasificó                | No clasificó                | No clasificó                | No clasificó                |                |                |                |
| 2002  | No clasificó                | No clasificó                | No clasificó                | No clasificó                | No clasificó                | No clasificó                | No clasificó                |                |                |                |
| 2006  | No clasificó                | No clasificó                | No clasificó                | No clasificó                | No clasificó                | No clasificó                | No clasificó                |                |                |                |
| 2010  | No clasificó                | No clasificó                | No clasificó                | No clasificó                | No clasificó                | No clasificó                | No clasificó                |                |                |                |
| 2014  | No clasificó                | No clasificó                | No clasificó                | No clasificó                | No clasificó                | No clasificó                | No clasificó                |                |                |                |
| 2018  | No clasificó                | No clasificó                | No clasificó                | No clasificó                | No clasificó                | No clasificó                | No clasificó                |                |                |                |
| 2022  | No clasificó                | No clasificó                | No clasificó                | No clasificó                | No clasificó                | No clasificó                | No clasificó                |                |                |                |
| 2026  | Por disputarse              | Por disputarse              | Por disputarse              | Por disputarse              | Por disputarse              | Por disputarse              | Por disputarse              | Por disputarse | Por disputarse | Por disputarse |
| 2030  | Por disputarse              | Por disputarse              | Por disputarse              | Por disputarse              | Por disputarse              | Por disputarse              | Por disputarse              | Por disputarse | Por disputarse | Por disputarse |
| 2034  | Por disputarse              | Por disputarse              | Por disputarse              | Por disputarse              | Por disputarse              | Por disputarse              | Por disputarse              | Por disputarse | Por disputarse | Por disputarse |
| Total | 0/22                        | -                           | -                           | -                           | -                           | -                           | -                           |                |                |                |

### Eurocopa
| Eurocopa | Eurocopa                    | Eurocopa                    | Eurocopa                    | Eurocopa                    | Eurocopa                    | Eurocopa                    | Eurocopa                    |
| Año      | Ronda                       | J                           | G                           | E                           | P                           | GF                          | GC                          |
| -------- | --------------------------- | --------------------------- | --------------------------- | --------------------------- | --------------------------- | --------------------------- | --------------------------- |
| 1960     | Parte de la Unión Soviética | Parte de la Unión Soviética | Parte de la Unión Soviética | Parte de la Unión Soviética | Parte de la Unión Soviética | Parte de la Unión Soviética | Parte de la Unión Soviética |
| 1964     | Parte de la Unión Soviética | Parte de la Unión Soviética | Parte de la Unión Soviética | Parte de la Unión Soviética | Parte de la Unión Soviética | Parte de la Unión Soviética | Parte de la Unión Soviética |
| 1968     | Parte de la Unión Soviética | Parte de la Unión Soviética | Parte de la Unión Soviética | Parte de la Unión Soviética | Parte de la Unión Soviética | Parte de la Unión Soviética | Parte de la Unión Soviética |
| 1972     | Parte de la Unión Soviética | Parte de la Unión Soviética | Parte de la Unión Soviética | Parte de la Unión Soviética | Parte de la Unión Soviética | Parte de la Unión Soviética | Parte de la Unión Soviética |
| 1976     | Parte de la Unión Soviética | Parte de la Unión Soviética | Parte de la Unión Soviética | Parte de la Unión Soviética | Parte de la Unión Soviética | Parte de la Unión Soviética | Parte de la Unión Soviética |
| 1980     | Parte de la Unión Soviética | Parte de la Unión Soviética | Parte de la Unión Soviética | Parte de la Unión Soviética | Parte de la Unión Soviética | Parte de la Unión Soviética | Parte de la Unión Soviética |
| 1984     | Parte de la Unión Soviética | Parte de la Unión Soviética | Parte de la Unión Soviética | Parte de la Unión Soviética | Parte de la Unión Soviética | Parte de la Unión Soviética | Parte de la Unión Soviética |
| 1988     | Parte de la Unión Soviética | Parte de la Unión Soviética | Parte de la Unión Soviética | Parte de la Unión Soviética | Parte de la Unión Soviética | Parte de la Unión Soviética | Parte de la Unión Soviética |
| 1992     | No participó                | No participó                | No participó                | No participó                | No participó                | No participó                | No participó                |
| 1996     | No clasificó                | No clasificó                | No clasificó                | No clasificó                | No clasificó                | No clasificó                | No clasificó                |
| 2000     | No clasificó                | No clasificó                | No clasificó                | No clasificó                | No clasificó                | No clasificó                | No clasificó                |
| 2004     | No clasificó                | No clasificó                | No clasificó                | No clasificó                | No clasificó                | No clasificó                | No clasificó                |
| 2008     | No clasificó                | No clasificó                | No clasificó                | No clasificó                | No clasificó                | No clasificó                | No clasificó                |
| 2012     | No clasificó                | No clasificó                | No clasificó                | No clasificó                | No clasificó                | No clasificó                | No clasificó                |
| 2016     | No clasificó                | No clasificó                | No clasificó                | No clasificó                | No clasificó                | No clasificó                | No clasificó                |
| 2020     | No clasificó                | No clasificó                | No clasificó                | No clasificó                | No clasificó                | No clasificó                | No clasificó                |
| 2024     | No clasificó                | No clasificó                | No clasificó                | No clasificó                | No clasificó                | No clasificó                | No clasificó                |
| 2028     | Por disputarse              | Por disputarse              | Por disputarse              | Por disputarse              | Por disputarse              | Por disputarse              | Por disputarse              |
| 2032     | Por disputarse              | Por disputarse              | Por disputarse              | Por disputarse              | Por disputarse              | Por disputarse              | Por disputarse              |
| Total    | 0/17                        | -                           | -                           | -                           | -                           | -                           | -                           |

### Liga de Naciones de la UEFA
| Liga de Naciones de la UEFA | Liga de Naciones de la UEFA | Liga de Naciones de la UEFA | Liga de Naciones de la UEFA | Liga de Naciones de la UEFA | Liga de Naciones de la UEFA | Liga de Naciones de la UEFA | Liga de Naciones de la UEFA | Liga de Naciones de la UEFA | Liga de Naciones de la UEFA |
| Año                         | L                           | G                           | Ronda                       | J                           | G                           | E                           | P                           | GF                          | GC                          |
| --------------------------- | --------------------------- | --------------------------- | --------------------------- | --------------------------- | --------------------------- | --------------------------- | --------------------------- | --------------------------- | --------------------------- |
| 2018-19                     | C                           | 2                           | Cuarto lugar                | 6                           | 1                           | 1                           | 4                           | 4                           | 8                           |
| 2020-21                     | C                           | 2                           | Cuarto lugar                | 8                           | 0                           | 4                           | 4                           | 5                           | 11                          |
| 2022-23                     | D                           | 2                           | Primer lugar                | 4                           | 4                           | 0                           | 0                           | 10                          | 2                           |
| Total                       | Total                       | Total                       | 3/3                         | 18                          | 5                           | 5                           | 8                           | 19                          | 21                          |

### Juegos Olímpicos
| Juegos Olímpicos                                                                                         | Juegos Olímpicos              | Juegos Olímpicos              | Juegos Olímpicos              | Juegos Olímpicos              | Juegos Olímpicos              | Juegos Olímpicos              | Juegos Olímpicos              |
| Año | Ronda                         | J                             | G                             | E                             | P                             | GF                            | GC                            |
| --- | ----------------------------- | ----------------------------- | ----------------------------- | ----------------------------- | ----------------------------- | ----------------------------- | ----------------------------- |
| 1908 | No existía la selección       | No existía la selección       | No existía la selección       | No existía la selección       | No existía la selección       | No existía la selección       | No existía la selección       |
| 1912 | No existía la selección       | No existía la selección       | No existía la selección       | No existía la selección       | No existía la selección       | No existía la selección       | No existía la selección       |
| 1920 | No existía la selección       | No existía la selección       | No existía la selección       | No existía la selección       | No existía la selección       | No existía la selección       | No existía la selección       |
| 1924 | Primera ronda                 | 1                             | 0                             | 0                             | 1                             | 0                             | 1                             |
| 1928 | No participó                  | No participó                  | No participó                  | No participó                  | No participó                  | No participó                  | No participó                  |
| 1932 | No hubo competición de fútbol | No hubo competición de fútbol | No hubo competición de fútbol | No hubo competición de fútbol | No hubo competición de fútbol | No hubo competición de fútbol | No hubo competición de fútbol |
| 1936 | No participó                  | No participó                  | No participó                  | No participó                  | No participó                  | No participó                  | No participó                  |
| 1948 | No participó                  | No participó                  | No participó                  | No participó                  | No participó                  | No participó                  | No participó                  |
| Desde 1952 los Juegos Olímpicos los disputan selecciones amateurs, y a partir de 1992 selecciones sub-23 |                               |                               |                               |                               |                               |                               |                               |
| Total | 1/7                           | 1                             | 0                             | 0                             | 1                             | 0                             | 1                             |

## Últimos partidos y próximos encuentros
Actualizado al último partido jugado el 9 de junio de 2025.
| Fecha      | Ciudad   | Local      | Resultado | Visitante | Competición                     |
| ---------- | -------- | ---------- | --------- | --------- | ------------------------------- |
| 16-11-2024 | Qabala   | Azerbaiyán | 0:0       | Estonia   | Liga de Naciones UEFA 24/25     |
| 19-11-2024 | Trnava   | Eslovaquia | 1:0 (0:0) | Estonia   | Liga de Naciones UEFA 24/25     |
| 22-03-2025 | Debrecen | Israel     | 2:1 (1:1) | Estonia   | Clasificación Copa Mundial 2026 |
| 25-03-2025 | Chisináu | Moldavia   | 2:3 (0:2) | Estonia   | Clasificación Copa Mundial 2026 |
| 06-06-2025 | Tallin   | Estonia    | 1:3 (1:1) | Israel    | Clasificación Copa Mundial 2026 |
| 10-06-2025 | Tallin   | Estonia    | 0:1 (0:0) | Noruega   | Clasificación Copa Mundial 2026 |
| 05-09-2025 | TBD      | Italia     | -:-       | Estonia   | Clasificación Copa Mundial 2026 |
| 09-06-2025 | Tallin   | Estonia    | -:-       | Andorra   | Partido amistoso                |
| 11-10-2025 | Tallin   | Estonia    | -:-       | Italia    | Clasificación Copa Mundial 2026 |
| 14-10-2025 | Tallin   | Estonia    | -:-       | Moldavia  | Clasificación Copa Mundial 2026 |
| 11-11-2025 | Oslo     | Noruega    | -:-       | Estonia   | Clasificación Copa Mundial 2026 |
| 18-11-2025 | Lárnaca  | Chipre     | -:-       | Estonia   | Partido amistoso                |

## Récord ante países de oposición
Estonia tiene la curiosidad de que se ha enfrentado a todas las selecciones de la UEFA.
Actualizado al 9 de junio de 2025.
| Rival                  | PJ  | PG  | PE  | PP  | GF  | GC  | DIF  | % Efectividad |
| ---------------------- | --- | --- | --- | --- | --- | --- | ---- | ------------- |
| Albania                | 4   | 0   | 3   | 1   | 1   | 3   | –2   | 0%            |
| Alemania               | 5   | 0   | 0   | 5   | 1   | 22  | –21  | 0%            |
| Andorra                | 12  | 12  | 0   | 0   | 28  | 5   | +23  | 100%          |
| Angola                 | 1   | 1   | 0   | 0   | 1   | 0   | +1   | 100%          |
| Antigua y Barbuda      | 1   | 1   | 0   | 0   | 1   | 0   | +1   | 100%          |
| Arabia Saudita         | 3   | 1   | 1   | 1   | 3   | 3   | 0    | 33%           |
| Armenia                | 7   | 2   | 3   | 2   | 7   | 7   | 0    | 50%           |
| Argentina              | 1   | 0   | 0   | 1   | 0   | 5   | –5   | 0%            |
| Austria                | 4   | 0   | 0   | 4   | 1   | 9   | –8   | 0%            |
| Azerbaiyán             | 12  | 4   | 6   | 2   | 12  | 9   | +3   | 38%           |
| Bielorrusia            | 10  | 5   | 1   | 4   | 12  | 11  | +1   | 67%           |
| Bélgica                | 10  | 1   | 0   | 9   | 8   | 32  | –24  | 25%           |
| Bosnia y Herzegovina   | 8   | 1   | 1   | 6   | 4   | 21  | –17  | 10%           |
| Brasil                 | 1   | 0   | 0   | 1   | 0   | 1   | –1   | 0%            |
| Bulgaria               | 2   | 0   | 1   | 1   | 0   | 2   | –2   | 0%            |
| Canadá                 | 2   | 2   | 0   | 0   | 4   | 1   | +3   | 100%          |
| Catar                  | 2   | 0   | 0   | 2   | 0   | 5   | –5   | 0%            |
| Chile                  | 1   | 0   | 0   | 1   | 0   | 4   | –4   | 0%            |
| China                  | 2   | 0   | 0   | 2   | 0   | 4   | –4   | 0%            |
| Croacia                | 9   | 1   | 2   | 6   | 5   | 16  | –11  | 11%           |
| Chipre                 | 10  | 2   | 3   | 5   | 8   | 13  | –5   | 20%           |
| Dinamarca              | 1   | 0   | 1   | 0   | 2   | 2   | 0    | 0%            |
| Ecuador                | 2   | 0   | 0   | 2   | 1   | 3   | –2   | 0%            |
| Egipto                 | 2   | 0   | 2   | 0   | 5   | 5   | 0    | 0%            |
| El Salvador            | 1   | 1   | 0   | 0   | 2   | 0   | +2   | 100%          |
| Emiratos Árabes Unidos | 2   | 0   | 1   | 1   | 3   | 4   | –1   | 0%            |
| Escocia                | 8   | 0   | 2   | 6   | 3   | 13  | –10  | 0%            |
| Eslovaquia             | 4   | 0   | 0   | 4   | 1   | 5   | –4   | 0%            |
| Eslovenia              | 9   | 2   | 1   | 6   | 5   | 13  | –8   | 14%           |
| España                 | 2   | 0   | 0   | 2   | 0   | 6   | –6   | 0%            |
| Estados Unidos         | 2   | 0   | 0   | 2   | 0   | 5   | –5   | 0%            |
| Finlandia              | 38  | 10  | 10  | 18  | 45  | 79  | –34  | 21%           |
| Filipinas              | 1   | 1   | 0   | 0   | 1   | 0   | +1   | 100%          |
| Fiyi                   | 1   | 1   | 0   | 0   | 2   | 0   | +2   | 100%          |
| Francia                | 1   | 0   | 0   | 1   | 0   | 4   | –4   | 0%            |
| Gales                  | 4   | 0   | 1   | 3   | 1   | 4   | –3   | 0%            |
| Georgia                | 8   | 2   | 2   | 4   | 7   | 9   | –2   | 45%           |
| Gibraltar              | 5   | 4   | 1   | 0   | 14  | 1   | +13  | 80%           |
| Grecia                 | 6   | 1   | 2   | 3   | 5   | 9   | –4   | 0%            |
| Guinea Ecuatorial      | 1   | 1   | 0   | 0   | 3   | 0   | +3   | 100%          |
| Hong Kong              | 1   | 1   | 0   | 0   | 2   | 1   | +1   | 100%          |
| Hungría                | 9   | 1   | 2   | 6   | 9   | 22  | –13  | 13%           |
| Indonesia              | 1   | 1   | 0   | 0   | 3   | 0   | +3   | 100%          |
| Inglaterra             | 4   | 0   | 0   | 4   | 0   | 9   | –9   | 0%            |
| Irak                   | 1   | 0   | 1   | 0   | 1   | 1   | 0    | 0%            |
| Islandia               | 7   | 1   | 3   | 3   | 4   | 10  | –6   | 17%           |
| Islas Feroe            | 8   | 5   | 1   | 2   | 19  | 11  | +8   | 65%           |
| Israel                 | 5   | 0   | 0   | 5   | 2   | 17  | –15  | 0%            |
| Italia                 | 7   | 0   | 0   | 7   | 2   | 20  | –18  | 0%            |
| Jordania               | 1   | 0   | 0   | 1   | 0   | 1   | –1   | 0%            |
| Irlanda                | 5   | 0   | 1   | 4   | 2   | 12  | –10  | 0%            |
| Irlanda del Norte      | 7   | 2   | 0   | 5   | 7   | 9   | –2   | 33%           |
| Kazajistán             | 3   | 0   | 2   | 1   | 1   | 3   | –2   | 0%            |
| Kirguistán             | 2   | 1   | 1   | 0   | 2   | 1   | +1   | 50%           |
| Kosovo                 | 1   | 1   | 0   | 0   | 2   | 0   | +2   | 100%          |
| Letonia                | 57  | 10  | 22  | 25  | 58  | 80  | –22  | 15%           |
| Líbano                 | 1   | 0   | 0   | 1   | 0   | 2   | –2   | 0%            |
| Liechtenstein          | 5   | 4   | 1   | 0   | 10  | 2   | +8   | 80%           |
| Lituania               | 52  | 22  | 9   | 21  | 81  | 75  | +6   | 38%           |
| Luxemburgo             | 3   | 2   | 1   | 0   | 7   | 1   | +6   | 67%           |
| Macedonia del Norte    | 6   | 0   | 2   | 4   | 7   | 13  | –6   | 0%            |
| Malta                  | 9   | 5   | 1   | 3   | 12  | 10  | +2   | 66%           |
| Marruecos              | 1   | 0   | 0   | 1   | 1   | 3   | -2   | 0%            |
| México                 | 1   | 0   | 0   | 1   | 0   | 6   | –6   | 0%            |
| Moldavia               | 7   | 4   | 2   | 1   | 7   | 4   | +3   | 58%           |
| Montenegro             | 1   | 0   | 0   | 1   | 0   | 1   | –1   | 0%            |
| Nueva Caledonia        | 1   | 0   | 1   | 0   | 1   | 1   | 0    | 33,3%         |
| Nueva Zelanda          | 2   | 1   | 1   | 0   | 4   | 3   | +1   | 50%           |
| Noruega                | 8   | 1   | 2   | 5   | 5   | 17  | –12  | 3%            |
| Omán                   | 2   | 1   | 0   | 1   | 3   | 4   | –1   | 50%           |
| Países Bajos           | 6   | 0   | 1   | 5   | 4   | 23  | –19  | 0%            |
| Polonia                | 10  | 1   | 1   | 8   | 5   | 23  | –18  | 11%           |
| Portugal               | 8   | 0   | 1   | 7   | 1   | 26  | –25  | 0%            |
| República Checa        | 5   | 0   | 0   | 5   | 3   | 16  | –13  | 0%            |
| Rumania                | 4   | 1   | 0   | 3   | 2   | 7   | –5   | 25%           |
| Rusia                  | 6   | 1   | 1   | 4   | 5   | 15  | –10  | 20%           |
| San Cristóbal y Nieves | 2   | 1   | 1   | 0   | 4   | 1   | +3   | 75%           |
| San Marino             | 5   | 4   | 1   | 0   | 9   | 0   | +9   | 85%           |
| Serbia                 | 3   | 1   | 1   | 1   | 4   | 3   | +1   | 33%           |
| Suecia                 | 23  | 0   | 3   | 20  | 18  | 70  | –52  | 3%            |
| Suiza                  | 5   | 0   | 0   | 5   | 0   | 17  | –17  | 0%            |
| Tahití                 | 1   | 0   | 0   | 1   | 0   | 1   | –1   | 0%            |
| Tailandia              | 3   | 0   | 2   | 1   | 2   | 3   | –1   | 0%            |
| Tayikistán             | 1   | 1   | 0   | 0   | 2   | 1   | +1   | 100%          |
| Trinidad y Tobago      | 1   | 1   | 0   | 0   | 1   | 0   | +1   | 100%          |
| Turkmenistán           | 1   | 0   | 1   | 0   | 1   | 1   | 0    | 0%            |
| Turquía                | 8   | 0   | 3   | 5   | 4   | 17  | –13  | 0%            |
| Ucrania                | 5   | 0   | 0   | 5   | 0   | 11  | –11  | 0%            |
| Uruguay                | 2   | 1   | 0   | 1   | 2   | 3   | –1   | 50%           |
| Uzbekistán             | 2   | 0   | 2   | 0   | 3   | 3   | 0    | 0%            |
| Vanuatu                | 1   | 1   | 0   | 0   | 1   | 0   | +1   | 100%          |
| Venezuela              | 1   | 0   | 0   | 1   | 0   | 3   | –3   | 0%            |
| Vietnam                | 1   | 0   | 0   | 1   | 0   | 1   | –1   | 0%            |
| Total                  | 527 | 132 | 115 | 280 | 519 | 919 | –400 | 25,1%         |

## Jugadores

### Última convocatoria
La siguiente convocatoria fue para los encuentros contra Israel y Moldavia en marzo de 2025.
| No. | Pos. | Jugador                   | Fecha de nacimiento (edad)        | Apa. | Goles | Club                  |
| --- | ---- | ------------------------- | --------------------------------- | ---- | ----- | --------------------- |
| 1   | POR  | Karl Jakob Hein           | 13 de abril de 2002 (23 años)     | 37   | 0     | Real Valladolid       |
| 12  | POR  | Matvei Igonen             | 2 de octubre de 1996 (28 años)    | 17   | 0     | Botev Plovdiv         |
| 22  | POR  | Karl Andre Vallner        | 28 de febrero de 1998 (27 años)   | 4    | 0     | FCI Levadia           |
|     |      |                           |                                   |      |       |                       |
| 2   | DEF  | Märten Kuusk              | 5 de abril de 1996 (29 años)      | 35   | 0     | GKS Katowice          |
| 3   | DEF  | Joseph Saliste            | 10 de abril de 1995 (30 años)     | 5    | 0     | Paide Linnameeskond   |
| 6   | DEF  | Rasmus Peetson            | 3 de mayo de 1995 (30 años)       | 21   | 2     | FCI Levadia           |
| 13  | DEF  | Maksim Paskotši           | 19 de enero de 2003 (22 años)     | 35   | 1     | Grasshoppers          |
| 16  | DEF  | Joonas Tamm               | 2 de febrero de 1992 (33 años)    | 65   | 4     | Botev Plovdiv         |
| 18  | DEF  | Michael Schjønning-Larsen | 2 de febrero de 2001 (24 años)    | 10   | 0     | FCI Levadia           |
| 19  | DEF  | Kristo Hussar             | 28 de junio de 2002 (22 años)     | 5    | 0     | Flora                 |
|     | DEF  | Tanel Tammik              | 14 de junio de 2002 (23 años)     | 0    | 0     | FCI Levadia           |
|     |      |                           |                                   |      |       |                       |
| 4   | MED  | Mattias Käit              | 29 de junio de 1998 (26 años)     | 58   | 9     | FC Rapid              |
| 9   | MED  | Ioan Yakovlev             | 19 de enero de 1998 (27 años)     | 8    | 1     | Panionios             |
| 10  | MED  | Kevor Palumets            | 21 de noviembre de 2002 (22 años) | 11   | 1     | Železiarne Podbrezová |
| 11  | MED  | Mihkel Ainsalu            | 8 de marzo de 1996 (29 años)      | 22   | 0     | FCI Levadia           |
| 14  | MED  | Patrik Kristal            | 12 de noviembre de 2007 (17 años) | 3    | 0     | FC Colonia            |
| 17  | MED  | Martin Miller             | 25 de febrero de 1997 (28 años)   | 38   | 2     | Paide Linnameeskond   |
| 20  | MED  | Markus Poom               | 27 de febrero de 1999 (26 años)   | 30   | 0     | Flora                 |
| 21  | MED  | Dimitri Jepihhin          | 28 de octubre de 2005 (19 años)   | 0    | 0     | AS Trenčín            |
| 23  | MED  | Vlasiy Sinyavskiy         | 27 de noviembre de 1996 (28 años) | 41   | 1     | FC Slovácko           |
|     | MED  | Markus Soomets            | 2 de marzo de 2000 (25 años)      | 16   | 0     | FC Den Bosch          |
|     |      |                           |                                   |      |       |                       |
| 5   | DEL  | Alex Tamm                 | 24 de julio de 2001 (23 años)     | 14   | 2     | Olimpija Ljubljana    |
| 7   | DEL  | Robi Saarma               | 20 de mayo de 2001 (24 años)      | 6    | 0     | Paide Linnameeskond   |
| 8   | DEL  | Henri Anier               | 17 de diciembre de 1990 (34 años) | 100  | 23    | Lee Man FC            |
| 15  | DEL  | Rauno Sappinen            | 23 de enero de 1996 (29 años)     | 56   | 13    | Flora                 |

### Más apariciones
Actualizado en mayo de 2024
| #  | Nombre               | Periodo   | Apariciones | Goles |
| -- | -------------------- | --------- | ----------- | ----- |
| 1  | Konstantin Vassiljev | 2006–     | 158         | 28    |
| 2  | Martin Reim          | 1992–2009 | 157         | 14    |
| 3  | Marko Kristal        | 1992–2005 | 143         | 9     |
| 4  | Andres Oper          | 1995–2014 | 134         | 38    |
| 5  | Ragnar Klavan        | 2003–     | 130         | 3     |
| 6  | Enar Jääger          | 2002–2021 | 126         | 0     |
| 7  | Mart Poom            | 1992–2009 | 120         | 0     |
| 8  | Kristen Viikmäe      | 1997–2013 | 115         | 15    |
| 8  | Dmitri Kruglov       | 2004–2022 | 115         | 4     |
| 10 | Raio Piiroja         | 1998–2015 | 114         | 8     |

### Más goles
Actualizado en mayo de 2024
| #  | Nombre               | Periodo   | Goles | Apariciones | Promedio |
| -- | -------------------- | --------- | ----- | ----------- | -------- |
| 1  | Andres Oper          | 1995–2014 | 38    | 134         | 0.29     |
| 2  | Konstantin Vassiljev | 2006–     | 28    | 158         | 0.18     |
| 3  | Indrek Zelinski      | 1994–2010 | 27    | 103         | 0.26     |
| 4  | Henri Anier          | 2011-     | 22    | 93          | 0.24     |
| 5  | Eduard Ellman-Eelma  | 1921–1935 | 21    | 60          | 0.35     |
| 6  | Richard Kuremaa      | 1933–1940 | 19    | 42          | 0.45     |
| 7  | Sergei Zenjov        | 2008–     | 17    | 113         | 0.15     |
| 8  | Arnold Pihlak        | 1920–1931 | 16    | 44          | 0.36     |
| 9  | Kristen Viikmäe      | 1997–2013 | 15    | 115         | 0.13     |
| 10 | Martin Reim          | 1992–2009 | 14    | 157         | 0.09     |

## Palmarés
- Copa Báltica (5): 1929, 1931, 1938, 2020 y 2024.
  - Subcampeón (6): 1928, 1936, 1937, 1993, 1996 y 2018.

## Seleccionadores

### 1920–1940
| Años      | Nombre         | PJ | PG | PE | PP | % Victorias |
| --------- | -------------- | -- | -- | -- | -- | ----------- |
| 1920–1923 | Sin entrenador | 10 | 2  | 3  | 5  | 20.0        |
| 1924      | Ferenc Kónya   | 2  | 0  | 0  | 2  | 0           |
| 1924      | Sin entrenador | 5  | 0  | 0  | 5  | 0           |
| 1925      | Ferenc Nagy    | 2  | 2  | 0  | 0  | 100.0       |
| 1925–1926 | Sin entrenador | 7  | 2  | 3  | 2  | 28.6        |
| 1927      | Antal Mally    | 4  | 3  | 0  | 1  | 75.0        |
| 1927–1929 | Sin entrenador | 12 | 3  | 4  | 5  | 25.0        |
| 1930      | Fritz Kerr     | 6  | 1  | 1  | 4  | 16.7        |
| 1931      | Sin entrenador | 7  | 4  | 0  | 3  | 57.1        |
| 1932      | Albert Vollrat | 7  | 1  | 0  | 6  | 14.3        |
| 1933–34   | Sin entrenador | 9  | 3  | 2  | 4  | 33.3        |
| 1934      | Bernhard Rein  | 2  | 0  | 2  | 0  | 0           |
| 1935      | Antal Mally    | 8  | 0  | 5  | 4  | 0           |
| 1936–1938 | Bernhard Rein  | 21 | 7  | 3  | 11 | 33.3        |
| 1939–1940 | Elmar Saar     | 5  | 1  | 1  | 3  | 20.0        |

### 1992–presente
| Años      | Nombre            | PJ | PG | PE | PP | % Victorias |
| --------- | ----------------- | -- | -- | -- | -- | ----------- |
| 1992–1993 | Uno Piir          | 19 | 2  | 4  | 13 | 10.5        |
| 1994–1995 | Roman Ubakivi     | 22 | 0  | 1  | 21 | 0           |
| 1995      | Aavo Sarapin      | 2  | 0  | 0  | 2  | 0           |
| 1996–1999 | Teitur Thordarson | 57 | 13 | 17 | 27 | 22.8        |
| 1999–2000 | Tarmo Rüütli      | 10 | 6  | 2  | 2  | 60.0        |
| 2000      | Aivar Lilleverein | 2  | 0  | 0  | 2  | 0           |
| 2000–2004 | Arno Pijpers      | 55 | 16 | 14 | 25 | 29.1        |
| 2004–2007 | Jelle Goes        | 29 | 5  | 6  | 18 | 17.2        |
| 2007      | Viggo Jensen      | 8  | 2  | 2  | 4  | 25.0        |
| 2008–     | Tarmo Rüütli      | 73 | 22 | 15 | 36 | 30.1        |
| 2013–2016 | Magnus Pehrsson   | 33 | 11 | 8  | 14 | 33.3%       |
| 2016–2019 | Martin Reim       | 36 | 13 | 8  | 15 | 36.1%       |
| 2019-2020 | Karel Voolaid     | 14 | 0  | 4  | 10 | 00.0%       |
| 2021-2024 | Thomas Häberli    | 39 | 10 | 7  | 22 | 31.6%       |
| 2024-     | Jürgen Henn       | 0  | 0  | 0  | 0  | 00.0%       |

In – interino